# VIe siècle en architecture
Ve siècle en architecture - VIe siècle - VIIe siècle en architecture
Cet article concerne les événements concernant l'architecture qui se sont déroulés durant le VIe siècle :

## Événements

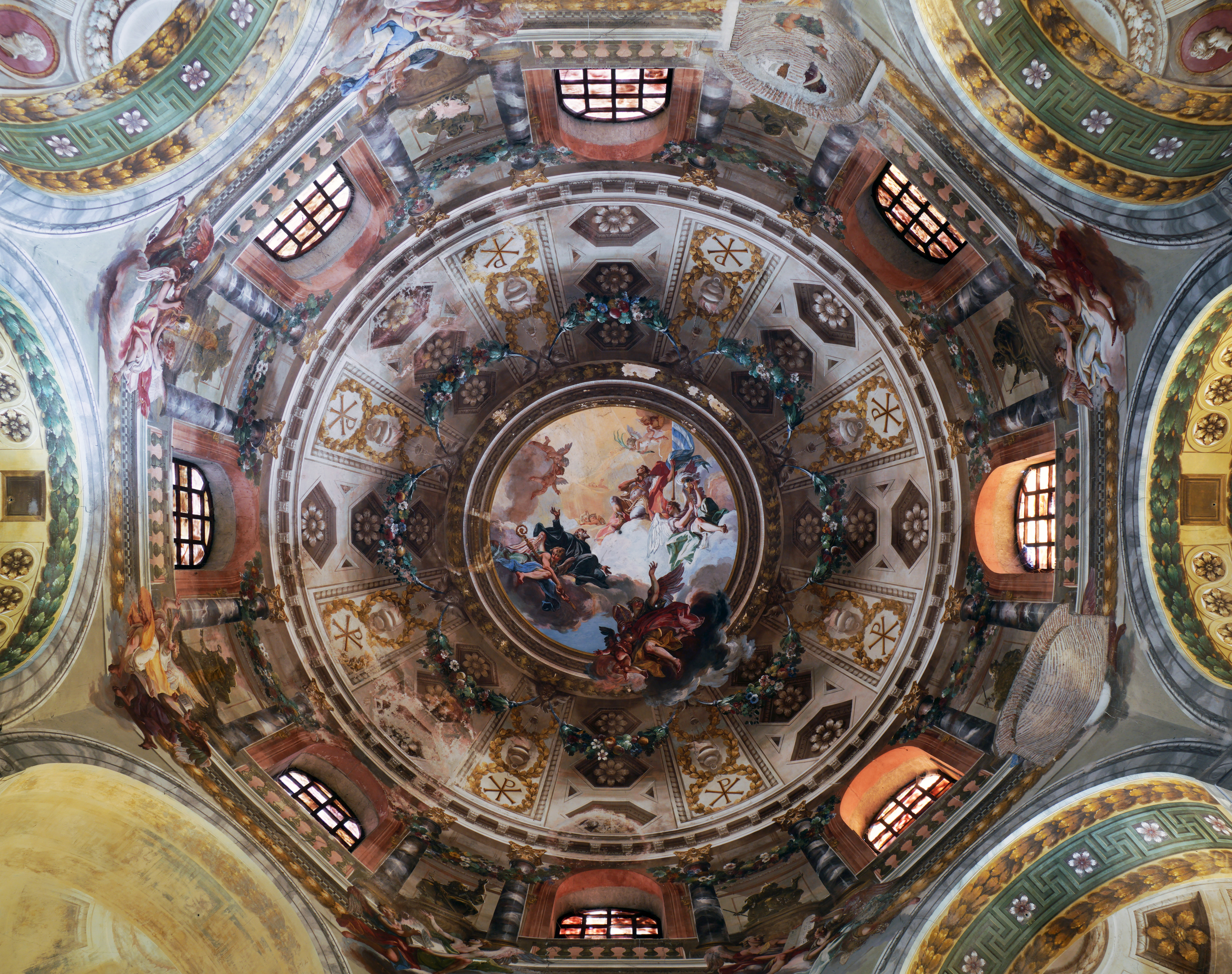
Coupole de la basilique San Vitale de Ravenne.

- 507-512 : construction du mur d'Anastase à Constantinople[1].
- 516-546 : construction de la cathédrale d’Egara (Terrassa en Catalogne) avec des influences venus d’Égypte et d’Asie Mineure[2].
- 519 : construction de la basilique Saint-Apollinaire-le-Neuf à  Ravenne, célèbre par ses mosaïques réalisées avant 526[3].
- 520-526 : construction du mausolée de Théodoric à Ravenne[4].
- 520-550 : temples creusés d’Éléphanta (île de la baie de Bombay)[5].
- 526-546 : construction de la basilique Saint-Vital de Ravenne[3].
- 527-562 : construction du monastère Sainte-Catherine du Sinaï[6] (ou 548-562[7]).
- 532-537 : reconstruction de la basilique Sainte-Sophie par les architectes Anthémios de Tralles et Isidore de Milet, inaugurée le 26 décembre 537[8].
- 534 : construction de la basilique Saint-Apollinaire in Classe à Ravenne[3], inaugurée le 9 mai 549.
- 553 : construction du temple de Beopjusa, l'un des plus beaux de Corée. Ce temple bouddhiste fondé en 553 sera reconstruit en 776, détruit par les Japonais en 1592 et reconstruit dans sa forme actuelle en 1624[9].
- Vers 550-600 : première phase de ma construction des temples creusés d’Ellorâ (grottes hindoues)[10].
- 575 : Avit, évêque de Clermont construit l’église Saint-Genès de Thiers (fragments de mosaïque imitant une étoffe persane)[2].
- 577 : Chilpéric Ier ordonne la construction de cirques à Paris et Soissons, dernier témoignage de la persistance des jeux publics en Gaule[11].
- 578-600 : construction par les Châlukya, en Inde, des sanctuaires rupestres hindous de Bâdâmi[12].

- À Rome, sur l'ancien forum Boarium, transformation des fondations de l'Ara Maxima en une église : Santa Maria in Cosmedin[13].

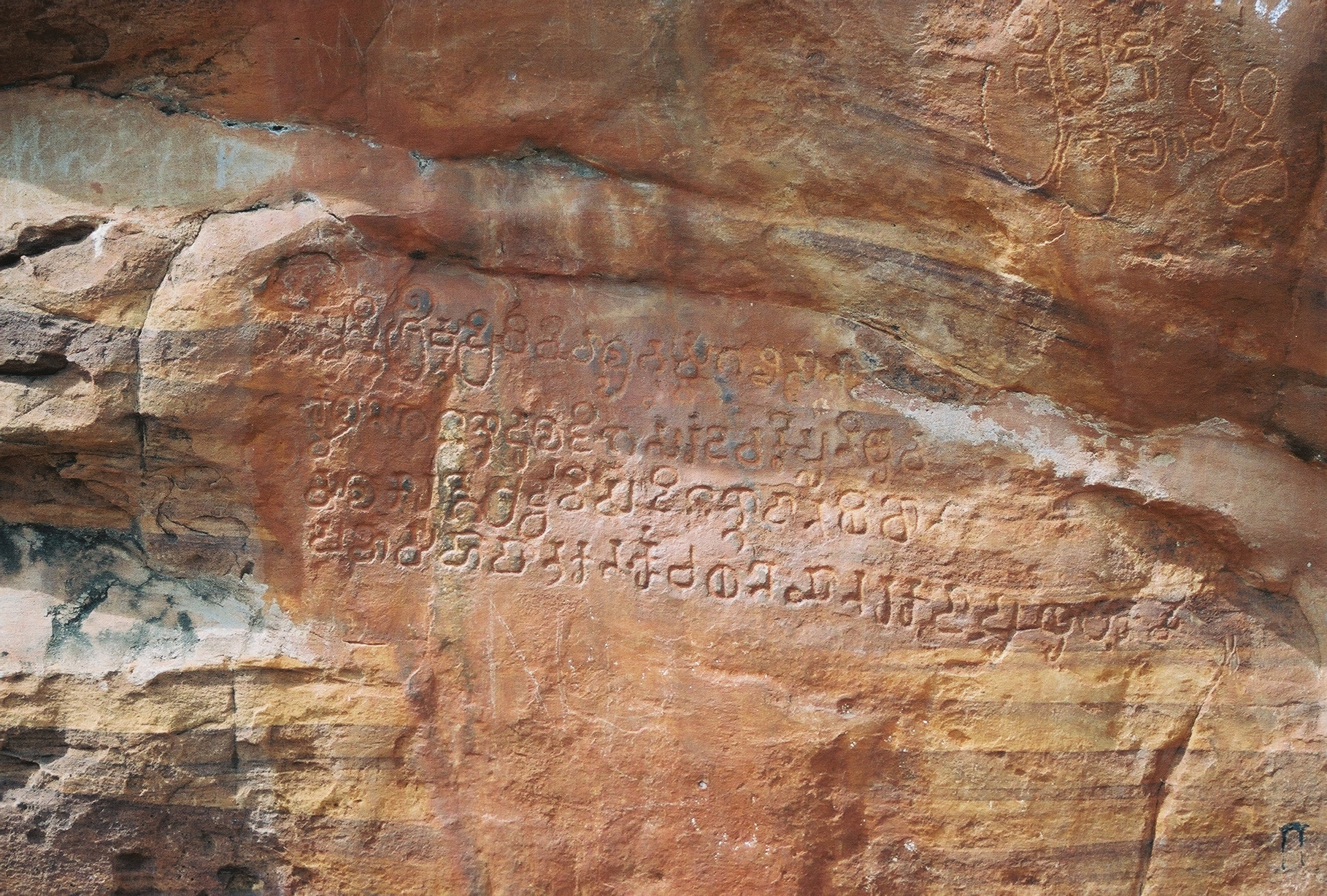
Cette inscription en kannada du roi Châlukya Mangalesa de 578 permet de dater la construction des sanctuaires rupestres de Bâdâmi à la fin du VIe siècle.
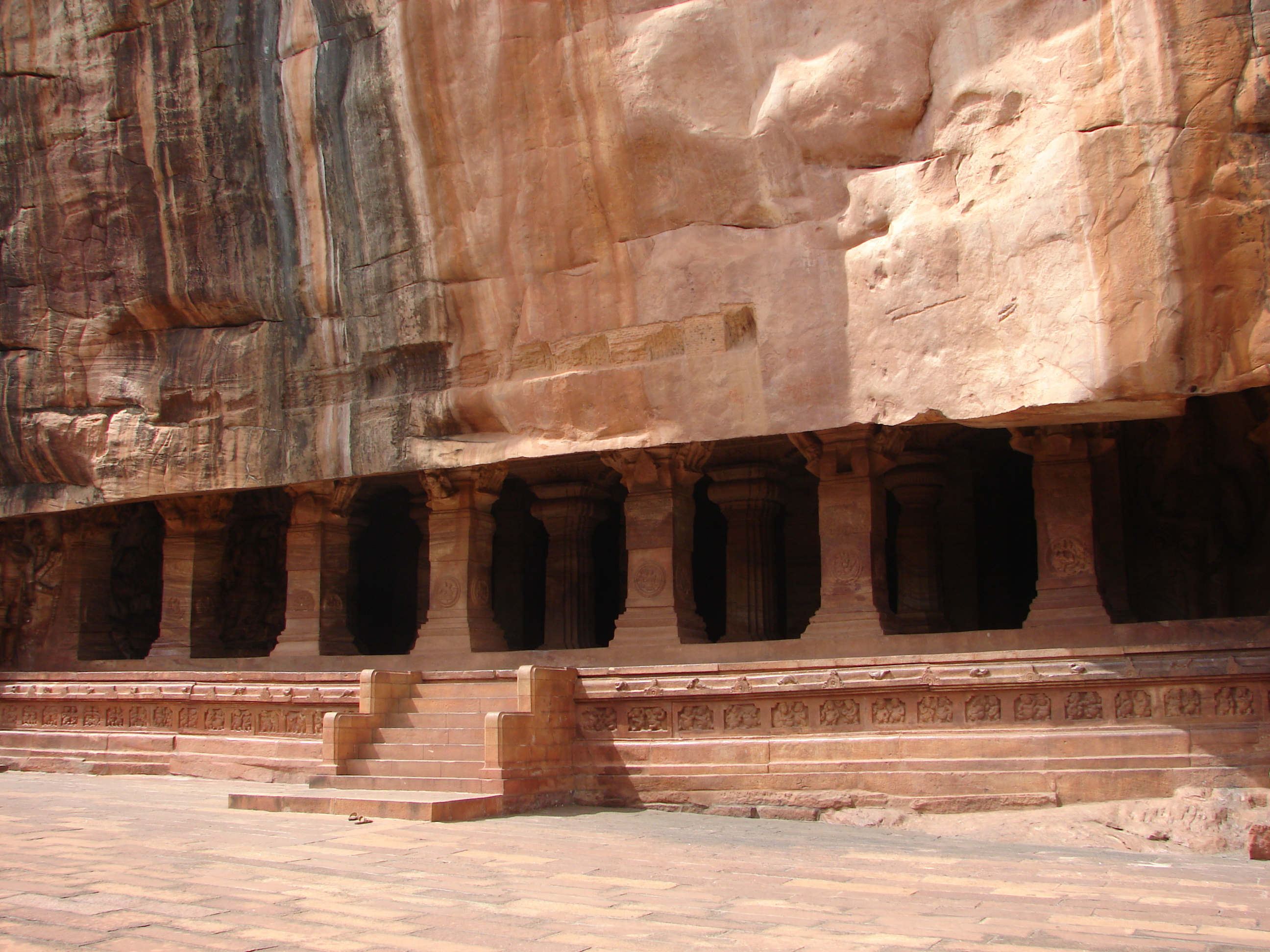
Temple rupestre de Bâdâmi n° 3.
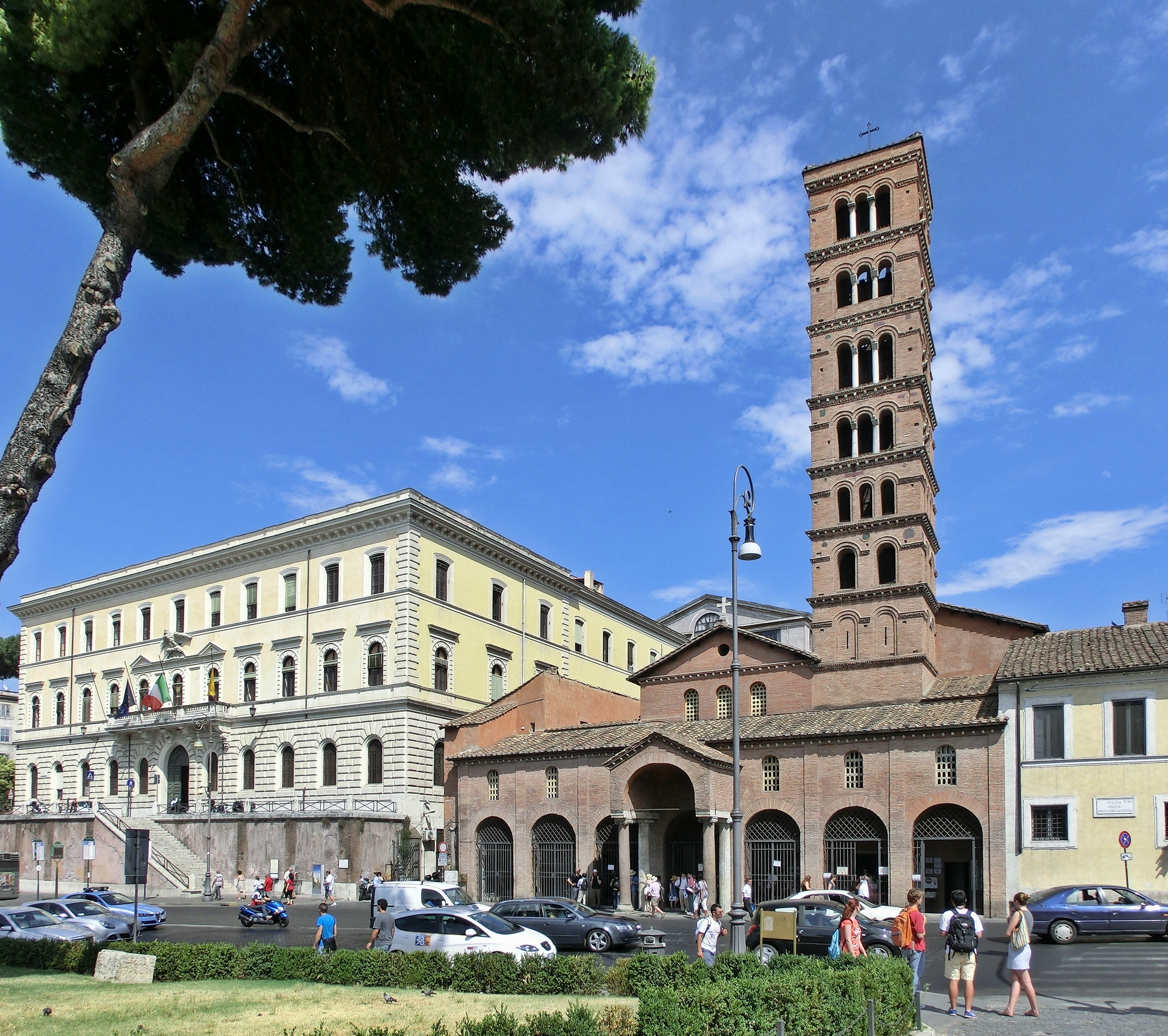
Église Santa Maria in Cosmedin à Rome en 2012.